# Giro del Veneto 1964
Il Giro del Veneto 1964, trentasettesima edizione della corsa, si svolse il 19 settembre 1964 su un percorso di 262 km. La vittoria fu appannaggio dell'italiano Italo Zilioli, che completò il percorso in 7h10'00", precedendo i connazionali Guido De Rosso e Gianni Motta.
I corridori che tagliarono il traguardo di Padova furono almeno 46.

## Ordine d'arrivo (Top 10)
| Pos. | Corridore            | Squadra         | Tempo    |
| ---- | -------------------- | --------------- | -------- |
| 1    | Italo Zilioli        | Carpano         | 7h10'00" |
| 2    | Guido De Rosso       | Molteni         | s.t.     |
| 3    | Gianni Motta         | Molteni         | a 3'05"  |
| 4    | Angelo Conterno      | Carpano         | s.t.     |
| 5    | Carlo Brugnami       | Lygie           | s.t.     |
| 6    | Ugo Colombo          | Springoil-Fuchs | s.t.     |
| 7    | Carlo Chiappano      | Legnano         | s.t.     |
| 8    | Michele Dancelli     | Molteni         | a 4'30"  |
| 9    | Vendramino Bariviera | Carpano         | s.t.     |
| 10   | Renato Pelizzoni     | Ignis           | s.t.     |